# Myopites olii
Myopites olii är en tvåvingeart som beskrevs av Dirlbek 1973. Myopites olii ingår i släktet Myopites och familjen borrflugor.
Artens utbredningsområde är Tjeckien. Inga underarter finns listade i Catalogue of Life.